# Aleksandr Smorczkow
Aleksandr Pawłowicz Smorczkow (ros. Александр Павлович Сморчков; ur. 29 listopada 1919 we wsi Czekmowo w obwodzie moskiewskim, zm. 16 listopada 1998 w Moskwie) – radziecki lotnik wojskowy, pułkownik, Bohater Związku Radzieckiego (1951).

## Życiorys
Skończył 7 klas, pracował w fabryce w Mytiszczi, w 1937–1938 uczył się tam w aeroklubie. W listopadzie 1938 został powołany do Armii Czerwonej, w 1940 ukończył Kaczyńską Wojskową Wyższą Szkołę Lotniczą Pilotów i został instruktorem w Lwowskiej Wojskowej Lotniczej Szkole Pilotów, od grudnia 1940 do sierpnia 1941 w Fastowskiej Wojskowej Szkole Lotniczej Pilotów, następnie w Czernihowskiej Wojskowej Szkole Lotniczej Pilotów.
Od 6 października 1941 uczestniczył w walkach z Niemcami na Froncie Południowym, 25 października 1941 został ranny w walce, w grudniu 1941 został dowódcą klucza w Czernihowskiej Wojskowej Lotniczej Szkole Pilotów przeniesionej do miasta Kyzył-Arwat. Od grudnia 1942 do maja 1943 był zastępcą dowódcy-nawigatorem eskadry lotniczego pułku myśliwskiego 136 Mieszanej Dywizji Lotniczej Sił Wojskowo-Powietrznych Środkowoazjatyckiego Okręgu Wojskowego w Aszchabadzie, od maja do września 1943 kursantem kursów doskonalenia nawigatorów, później został zastępcą dowódcy eskadry 523 lotniczego pułku myśliwskiego 303 Lotniczej Dywizji Myśliwskiej 1 Armii Powietrznej Frontu Zachodniego, od października 1943 do maja 1944 ponownie uczył się na kursach. W maju 1944 objął dowództwo eskadry, brał udział w operacji smoleńskiej, białoruskiej, nadbałtyckiej i wschodniopruskiej, wielokrotnie zajmując się zwiadem powietrznym. Podczas wojny wykonał 279 lotów bojowych, stoczył 18 walk powietrznych, strącił osobiście 2 samoloty wroga, a 1 uszkodził. Od 1944 należał do partii komunistycznej.
Po wojnie nadal dowodził eskadrą, w lutym 1947 został zastępcą dowódcy pułku, w czerwcu 1949 znów dowódcą eskadry, a w styczniu 1951 ponownie zastępcą dowódcy pułku lotniczego. W marcu 1951 został komenderowany do Chin (Shenyang), od maja 1951 do lutego 1952 brał udział w wojnie koreańskiej, wykonując 150 lotów bojowych i staczając 52 walki powietrzne, w których zestrzelił osobiście 13 i w grupie 1 samolot wroga, a 3 samoloty uszkodził. W 1956 ukończył Akademię Wojskowo-Powietrzną w Monino, otrzymał stopień pułkownika i został dowódcą lotniczego szkolnego pułku myśliwskiego, w maju 1962 zastępcą dowódcy 9 Lotniczej Dywizji Myśliwskiej w Moskiewskim Okręgu Wojskowym, od stycznia do sierpnia 1964 dowodził 95 Lotniczą Dywizją Myśliwską. Od sierpnia 1964 do marca 1966 został naczelnikiem punktu dowódczego 26 Armii Powietrznej Białoruskiego Okręgu Wojskowego, potem wykładowcą i od kwietnia 1967 starszym wykładowcą katedry taktyki i teorii sztuki wojennej w Wojskowej Akademii Inżynieryjnej im. Żukowskiego, w grudniu 1975 przeszedł do rezerwy.

## Odznaczenia
- Złota Gwiazda Bohatera Związku Radzieckiego (13 listopada 1951)
- Order Lenina (13 listopada 1951)
- Order Czerwonego Sztandaru (trzykrotnie - 27 sierpnia 1944, 28 października 1944 i 28 marca 1945)
- Order Aleksandra Newskiego (26 grudnia 1944)
- Order Wojny Ojczyźnianej I klasy (11 marca 1985)
- Order Wojny Ojczyźnianej II klasy (1 lipca 1944)
- Medal „Za zasługi bojowe” (20 czerwca 1949)

I inne.